# NN-88
La carretera NN‑88 es una vía colectora secundaria situada en el municipio de La Dalia, en el departamento de Matagalpa. Esta ruta facilita el transporte de productos agrícolas hacia la cabecera municipal, mejorando la accesibilidad en zonas rurales.

## Trazado y cruces
| km   | Localidad / Punto     | Departamento | Conexión / Ruta |
| ---- | --------------------- | ------------ | --------------- |
| 0,0  | Las Vueltas           | Matagalpa    | Camino rural    |
| 6,2  | Comunidad El Bijagual | Matagalpa    |                 |
| 11,8 | La Dalia              | Matagalpa    | NIC 3 , NN 87   |

## Coordenadas
Uno de los tramos de la NN‑88 puede ser encontrado en las coordenadas: 13°08′50″N 85°40′13″O / 13.1472, -85.6704